# Église Saint-Barthélemy de Gueyze
Pour les articles homonymes, voir Église Saint-Barthélemy.
L’église Saint-Barthélemy est située à Gueyze, sur le territoire de la commune de Sos, dans le département de Lot-et-Garonne, en France.

## Historique
Le chevet a été construit au XIIe siècle avec un plan tréflé intérieur. Pour Georges Tholin ce plan serait celui d'un oratoire du Haut-Moyen Âge repris dans le chœur. On a effet découvert près de l'église des substructions antiques en petit appareil. Les absidioles ont été englobées dans un chevet semi-circulaire et ne se voient pas de l'extérieur. Elles sont voûtées en cul-de-four.
On peut voir des sculptures romanes sur les chapiteaux supportant l'arc triomphal. Une salle haute a été ajoutée au-dessus du chœur, probablement à la fin du Moyen Âge.
La nef a été reconstruite et surélevée à la fin du XIIIe siècle ou au XIVe siècle. Une trace de voûte se voit sur le mur ouest.
D'après une inscription sur le mur nord, l'église a été réparée en 1735.
La charpente et la couverture ont été reprises en 1849.
Des travaux de restauration ont été effectués à l'intérieur de l'église en 2015.
L'église Saint-Barthélemy de Gueyze a été inscrite au titre des monuments historiques le 24 septembre 2004,.

## Description
L'église fait partie d'un type défini par Geores Tholin comme des églises à nef unique dont le sanctuaire est pourvu de trois absides diversement orientées.
L'église possède un clocher-mur ouvert de deux baies campanaires probablement contemporain du château de Gueyze datant du XIIIe siècle.
Le linteau de la porte d'accès est réalisé avec un morceau de sarcophage du Haut Moyen Âge.